# 伊藤潔
伊藤 潔（いとう きよし、1937年12月20日 - 2006年1月16日）は、東アジア政治外交史専攻の歴史学者、同地域研究者。

## 来歴
日本統治時代の台湾・宜蘭県出身。国立中興大学卒業後、1964年に来日し、1969年に早稲田大学を卒業。東京大学大学院博士課程修了、文学博士（博士論文は「台湾統治と阿片問題」）。1982年、日本に帰化した。二松學舍大学教授、杏林大学教授を務めた。2006年1月16日、杏林大学医学部付属病院において心不全のため死去。
帰化以前の名は「劉 明修」であったが、日本国籍取得時に「伊藤 潔」に改名。「伊藤」という姓は、伊藤 潔が最も尊敬する人物伊藤博文から苗字を拝借したものである。

## 著書
- 『台湾統治と阿片問題』（山川出版社、1983年。劉明修名義）ISBN 978-4-6342-8030-4
- 『台湾―四百年の歴史と展望』　（中央公論社〈中公新書1144〉、1993年）ISBN 978-4-1210-1144-2
- 『李登輝伝』　（文藝春秋、1996年）ISBN 978-4-1635-1170-2
- 『香港ジレンマ―経済繁栄と民主主義のはざまで』　（中央公論社、1997年）ISBN  978-4-1200-2693-5